# Zaječice (tvrz)
Jednopatrová budova bývalé tvrze Zaječice se zachovalým kamenným portálem a gotickým oknem z přelomu 15. a 16. století se nalézá na levém břehu potoka Ležák uprostřed obce Zaječice v okrese Chrudim. Zbytky původní gotické tvrze jsou od roku 1958 chráněny jako kulturní památka.

## Historie
Ves Zaječice je poprvé v písemných pramenech zmiňována k roku 1319. Po roce 1521 se Zaječice staly součástí žumberského panství pánů Janovských ze Soužic a z roku 1529 pochází první písemná zmínka o zdejší tvrzi, i když její existenci lze předpokládat již ve 14.století. 
Pozůstatkem tvrze je dům čp. 64, na jehož západním průčelí jsou zachovány zbytky pozdně gotických okenních ostění a v interiéru pak zbytek pozdně gotické klenby. V současné době[kdy?] je tento objekt v soukromém vlastnictví a je obýván.

## Popis
Budova čp. 64 tvoří jihozápadní část bývalého hospodářského dvora v Zaječicích.
Tvrz byla postavena z opukového omítaného zdiva s cihelnými doplňky a představuje obdélný, jednopatrový, nepodsklepený dům s pětiosým průčelím. V ose průčelí je dochová pravoúhlý pozdně gotický portál s ostěním tvořeným profilovanými nahoře zkříženými pruty. Nad vchodem se nachází čtverhranné okno s ostěním složením ze dvou prutů, spočívajících na šroubovitých podvalech. Vedle vchodu v přízemí je čtyřhranné okno s ostěním jednoduše profilovaným. Vedle stavení bývala polokruhem klenutá brána. Na straně obrácené do dvora se zachovalo jedno staré okno s jednoduchým ostěním. Uvnitř v síni byla okrouhle sklenutá pec. Místnosti nalevo od vchodu bývaly klenuté; dle líčení měly klenutí křížové se svorníkem.  
Sedlová střecha je kryta bobrovkami a na jižním konci je zvalbená.